# Elimia potosiensis
Elimia potosiensis är en snäckart som först beskrevs av I. Lea 1841.  Elimia potosiensis ingår i släktet Elimia och familjen Pleuroceridae. IUCN kategoriserar arten globalt som livskraftig.

## Underarter
Arten delas in i följande underarter:
- E. p. potosiensis
- E. p. crandalli
- E. p. ozarkensis
- E. p. plebeius

## Bildgalleri

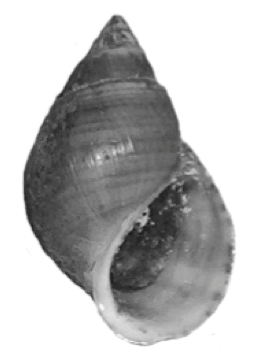
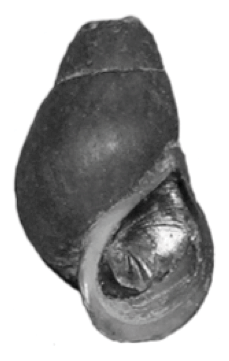